# Wieża Bismarcka we Frankfurcie nad Odrą (Lichtenberg)
Wieża Bismarcka we Frankfurcie nad Odrą – wieża widokowa we Frankfurcie nad Odrą, w dzielnicy Lichtenberg.
W 1945 zniszczona przez ostrzał artyleryjski.
W 2006 rozpoczęto odbudowę wieży. 7000 euro na cele odbudowy zebrali sami mieszkańcy Lichtenbergu, 3000 euro ofiarowało miasto Frankfurt nad Odrą, zaś 1000 euro – prywatny inwestor z Bremy.